# Konani
Konani (conocido también como Germán Busch) es una localidad boliviana perteneciente al municipio de Sica Sica, ubicado en la provincia de Aroma en el departamento de La Paz. En cuanto a distancia, Konani se encuentra a 144 km de La Paz y a 85 km de Oruro. La localidad forma parte de la Ruta Nacional 1 de Bolivia (doble vía).  
Según el último censo de 2012 realizado por el Instituto Nacional de Estadística de Bolivia (INE), la localidad cuenta con una población de 901 habitantes y está situada a 3.781 metros sobre el nivel del mar.
Konani, junto a Panduro, son pequeñas poblaciones, fronterizas con el departamento de Oruro. 

## Demografía
La población de la localidad ha aumentado en aproximadamente dos tercios en las últimas dos décadas:
| Año  | Habitantes | Fuente        |
| ---- | ---------- | ------------- |
| 1992 | 520        | Censo de 1992 |
| 2001 | 809        | Censo de 2001 |
| 2012 | 901        | Censo de 2012 |